# Hymenocallis partita
Hymenocallis partita är en amaryllisväxtart som beskrevs av Pierfelice Ravenna. Hymenocallis partita ingår i släktet Hymenocallis och familjen amaryllisväxter. Inga underarter finns listade i Catalogue of Life.